# Tanganika (kraj)

Flaga Tanganiki pod brytyjskim mandatem 1919–1961

Tanganika – nazwa kontynentalnej części Tanzanii, która do I wojny światowej była kolonią Cesarstwa Niemieckiego i znana była pod nazwą Niemiecka Afryka Wschodnia. Po I wojnie światowej terytorium mandatowe Wielkiej Brytanii do 1946 roku, potem terytorium powiernicze ONZ, aż do uzyskania niepodległości w 1961 roku. Prezentowało znaczną jednolitość kulturową, a przez to dojrzałość do osiągnięcia niepodległości. Znany działacz niepodległościowy Julius Nyerere utworzył w 1954 roku Narodowy Związek Afrykański Tanganiki (TANU), który wkrótce uzyskał powszechne poparcie. Po wyborach 1958-1960 niemal wszystkie miejsca w Radzie Ustawodawczej obsadzone były przez TANU, co doprowadziło ostatecznie do przyznania przez Wielką Brytanię niepodległości Tanganice w grudniu 1961 roku, z królową brytyjską jako głową państwa. W 1964 roku doszło do połączenia dość blisko powiązanych kulturowo, gospodarczo i politycznie Tanganiki i Zanzibaru. Powstała Zjednoczona Republika Tanzanii.